# 聖ウィルゲフォルティスの三連祭壇画
『聖ウィルゲフォルティスの三連祭壇画』（蘭: Wilgefortis-drieluik, 英: Saint Wilgefortis Triptych）、『聖リベラータの三連祭壇画』（伊: Trittico di santa Liberata, 英: The Saint Liberata Triptych）、あるいは『聖女殉教の三連祭壇画』（蘭: Het drieluik van de gekruisigde martelares, 伊: Il Trittico della martire crocifissa, 英: The Triptych of the crucified Martyr）は、初期フランドル派の巨匠ヒエロニムス・ボスが1497年頃に制作した三連祭壇画である。油彩。殉教する聖女を描いた作品で、主題となっている聖女の正体については長い間謎のままであり、聖ウィルゲフォルティス（聖アンカンバー、聖リベラータとも呼ばれる）あるいはコルシカの聖ユリアと考えられていたが、近年は聖ウィルゲフォルティスを描いた祭壇画であることが確実視されている。もともとはヴェネツィアのドゥカーレ宮殿にあったことが知られており、現在はヴェネツィアのアカデミア美術館に所蔵されている。

## 作品

両翼パネルに上塗りされた寄進者の肖像画を示す赤外線リフレクトグラフィーの画像。

ボスは群衆の前で聖女が磔刑に処される様子を描いている。その描写はイエス・キリストの磔刑と関連しており、女性は空を背景に高い位置に配置され、自身の救済のために空を見上げている。隣人に支えられた失神した男性といった典型的な要素を備えるとともに、死刑執行人や一般人を含む十字架の下に集まった大勢の群衆によってバランスが保たれている。 磔刑に処された女性像は、しばしばローマ市民エウセビオス（Eusebius）のカルタゴ奴隷であるコルシカの聖ユリアであると考えられた。聖ユリアは異教の神々の崇拝を拒否したために、政務官フェリックス（magistrate Felix）によって十字架上で磔にされたと言われている。
絵画は2016年のボス没後500周年を記念する展覧会に出品するため、2013年から2015年にかけて修復された。修復により聖人にひげがあることが明らかになり、イギリスでは聖アンカンバー（Saint Uncumber）、イタリアでは聖リベラータ（Saint Liberata）として知られている聖ヴィルゲフォルティスの同定が強化された。聖ウィルゲフォルティスは父親に急き立てられたイスラム王との望まない結婚を避けるため、純潔の誓いを立て、自身の美しさが失われるよう祈ったと伝えられている。奇跡的に聖女の顔からひげが生えたことで婚約は破棄され、彼女の父親は聖女を十字架上に磔にした。
両翼パネルは中央パネルの半分のサイズで、左側におそらく瞑想している最中の聖アントニウスと思われる黒いフードをかぶった隠者が、火災から逃げる人々がいる街の手前にある欄干の上に座っている。右側には、伝統的に奴隷商人とされる修道士と兵士が中央パネルを指している。背景には港があり、空想的なドーム型の建築物といくつかの沈没船が見える。X線撮影と赤外線リフレクトグラフィーを用いた科学的調査は、当初、両翼パネルに寄進者と思われるひざまずいた大男の肖像画が描かれていたことを明らかにしたが、これらの肖像画はボスによって塗りつぶされた。
署名は中央パネルの左下に「ヒロニムス・ボス」（Jheronimus bosch）と記されている。扉を閉めたときに見える両翼パネルの裏側の図像はすべて失われている。制作年代は他の多くのボスの絵画と同様に長い間議論されていたが、 年輪年代学の分析によって1497年頃と特定されている。

## 来歴
一部の歴史家によるとボスはおそらく北イタリアへの短い旅行中に本作品を描いたが、フランドルで活動するイタリアの貿易商あるいは外交官の発注で制作した可能性の方が高い。三連祭壇画は火災により損傷しているが、ボスの作品であることに異論はない。ボスの署名が入っている数少ない絵画の1つである。
本作品についての最初の言及は、ドゥカーレ宮殿のサラ・デッレチェルソ・トリブナーレ（Sala dell'Eccelso Tribunale）に飾られているとする、1771年の論文『Della pigtura veneziana』に由来する。三連祭壇画はヴェネツィアがオーストリア領であった1838年にウィーンに運ばれた。1919年にヴェネツィアに返還されたのち、ヴェネツィアのアカデミア美術館に収蔵された。

## ギャラリー
アカデミア美術館所蔵の他のボスの作品

『来世の幻視』1490年以降
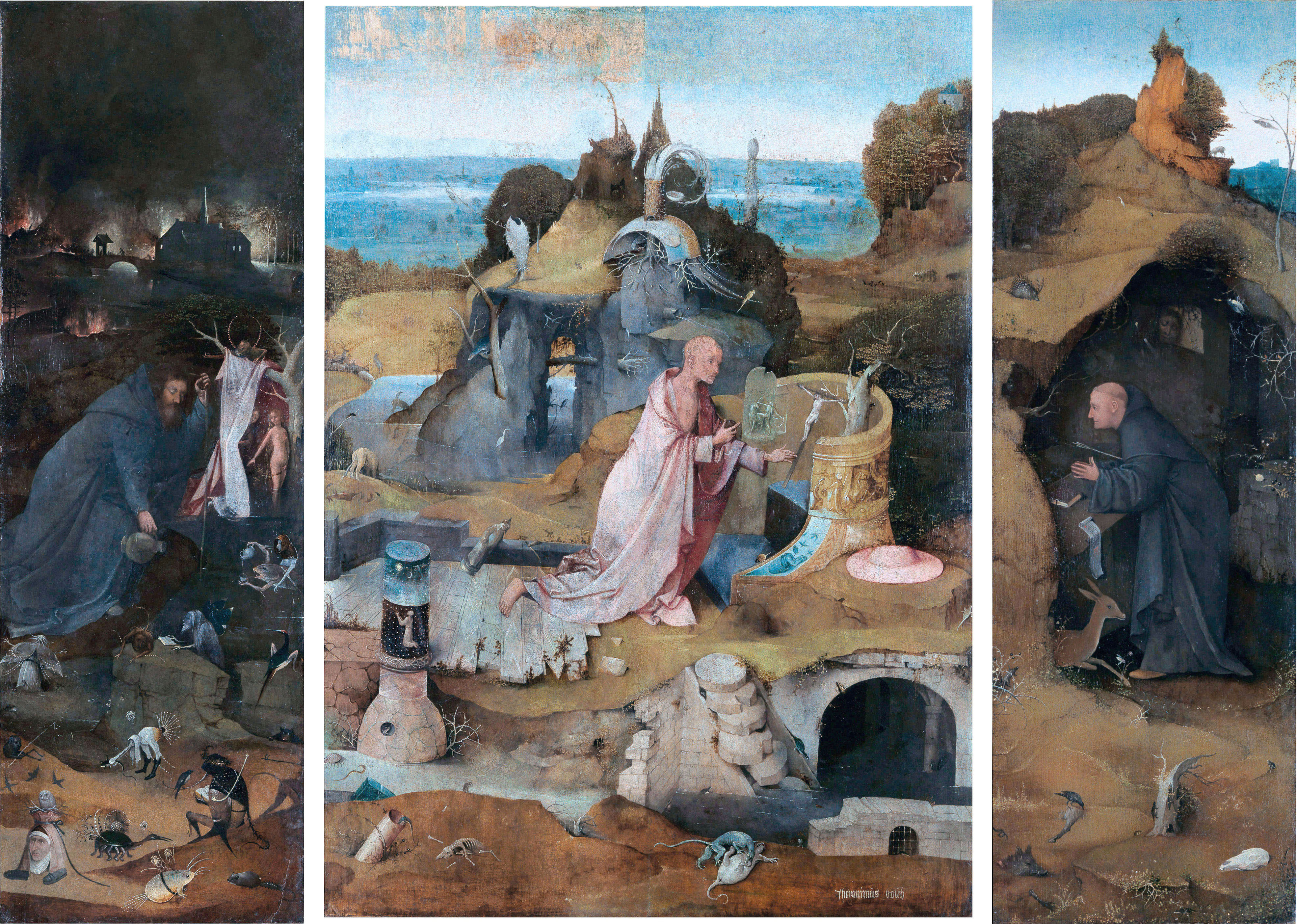
『隠遁聖者の三連祭壇画』1493年頃